# 蒋辛屯镇
蒋辛屯镇，是中华人民共和国河北省廊坊市香河县下辖的一个乡镇级行政单位。

## 行政区划
蒋辛屯镇下辖以下地区：
梁家务村、北吴村、五百户村、大窑上村、北头百户村、岭子村、王店子村、六百户村、蒋辛屯村、北三百户村、苍头村、小祁庄村、闻庄村、杨百庄村、北李庄村、大马房村、小马房村和后场村。